# DX Studio

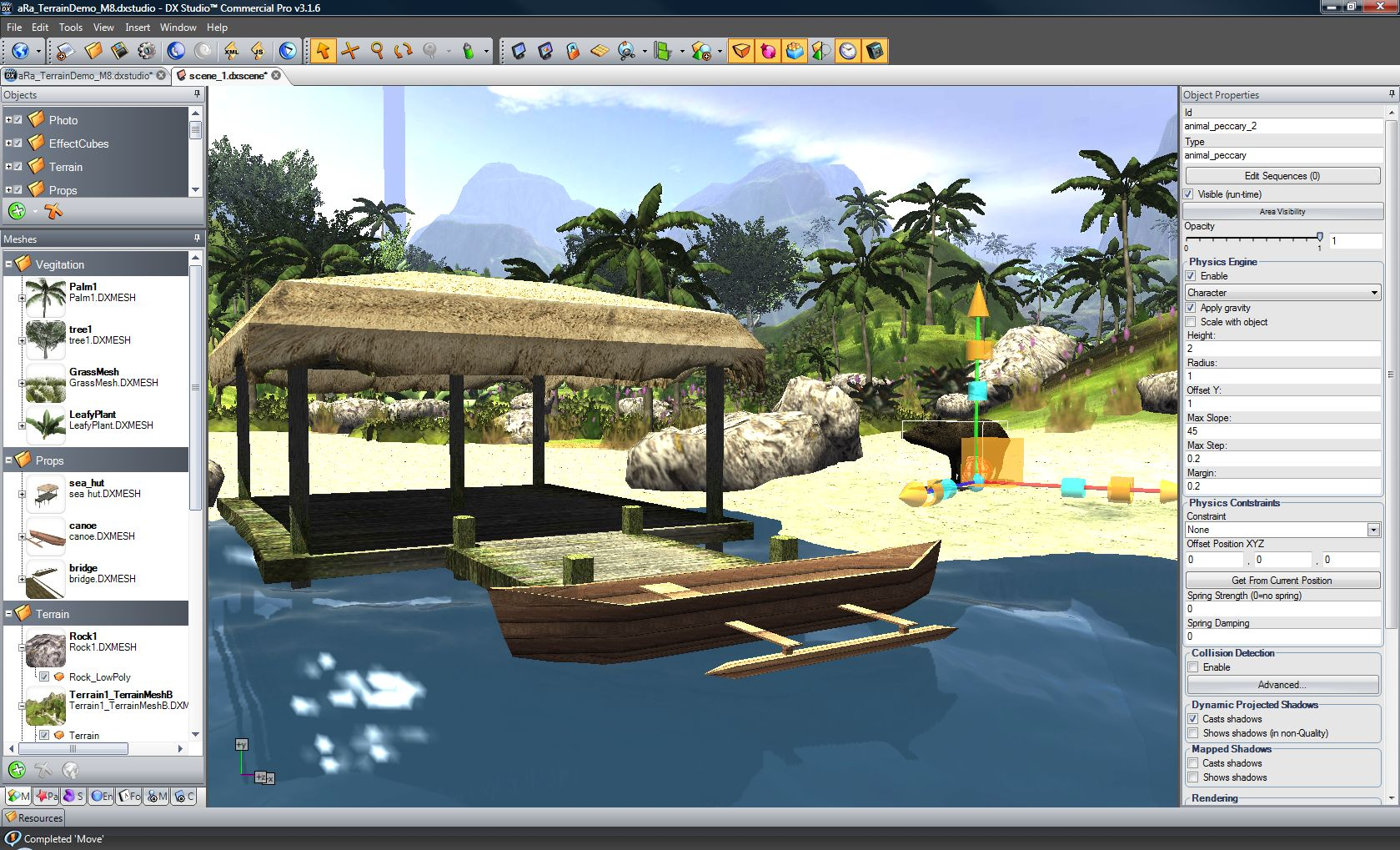
Uma captura de tela do DX Studio.

DX Studio é um motor de jogo 3D proprietário da Worldweaver Ltd. Ele usa JavaScript como linguagem de script para controlar as cenas, objetos, e mídia em tempo real. O motor usa DirectX 9.0c para renderização.

## Desenvolvimento
DX Studio é desenvolvido pela Worldweaver Ltd., uma companhia estabelecida em 1996 por Chris Sterling para desenvolver jogos para computador e aplicações high-end GIS. O desenvolvimento do DX Studio começou em 2002 e a primeira versão foi lançada para o mercado em 2005. Desde então o número de usuários do programa cresceu para em torno de 30 000 usuários mundialmente.

## Licenciamento
O DX Studio está disponível em ambas edições, padrão e profissional. Uma distinção em licenciamento entre comercial e não-comercial foi também feita. A licença mais barata (não-comercial) custa £50 por usuário e a mais cara (comercial) custa £375 por usuário.